# North American Soccer League (2011–2017)
Die North American Soccer League (NASL) war eine professionelle Fußballliga in den USA, Kanada und Puerto Rico.
Von 2011 bis 2017 wurde die North American Soccer League von der United States Soccer Federation als zweite Liga unterhalb der Major League Soccer und parallel zur United Soccer League innerhalb des Ligensystems der Vereinigten Staaten akzeptiert. 
Im Februar 2018 wurde der NASL der Zweitligastatus vom Verband USSF entzogen, der Spielbetrieb fand in der Saison 2018 nicht statt.

## Geschichte
Am 27. August 2009 verkaufte der US-amerikanische Sportartikelanbieter Nike seine Anteile an den United Soccer Leagues (USL) an Rob Hoskins und Alec Papadakis von der NuRock Soccer Holdings. Eigentlich sollten diese Anteile an die Team Owner’s Association (TOA) gehen. Die TOA ist eine Vereinigung von Besitzern verschiedener USL First Division Franchises und St. Louis Soccer United.
Nachdem der Verkauf vollzogen war, gaben viele TOA-Mitglieder ihren Unmut darüber zum Ausdruck und kritisierten die Führung und Organisation der USL. Der Verkauf an NuRock hatte auch zur Folge, dass die Team Owner’s Association ihren Einfluss innerhalb der USL schwinden sah. In den folgenden Wochen gaben viele Teambesitzer bekannt, nicht am Spielbetrieb der USL-Ligen teilnehmen zu wollen, um ihre eigene Liga zu gründen. Offiziell wurde dies am 10. November 2009 als sechs Vereine der USL-1 und St. Louis die United States Soccer Federation, die Canadian Soccer Association und die FIFA um Erlaubnis baten, eine neue Liga North American Division 2 League zu gründen.
Am 23. November 2009 wurde der offizielle Name der neuen Liga bekanntgegeben. Mit dem Namen North American Soccer League will man die Pioniere der ersten professionellen Liga in Nordamerika ehren. Vorher wurde die Liga inoffiziell als TOA-League bezeichnet.
Die Ligabetrieb für 2010 wurde von der USSF nicht bewilligt, da die USL noch bindende Verträge mit einzelnen Franchises hatte. Als Kompromisslösung wurde für ein Jahr die USSF Division 2 Professional League ins Leben gerufen. In dieser Liga gab es eine NASL und eine USL Conference.
Im Laufe des Jahres 2010 haben wegen der ständigen Ungewissheit, ob die Liga überhaupt ihren Spielbetrieb aufnehmen darf, einige Mannschaften ihren Rückzug aus der NASL bekanntgegeben. Minnesota Thunder hatte finanzielle Probleme und musste den Spielbetrieb einstellen. Die Rochester Rhinos haben sich zurückgezogen und werden weiterhin im Ligabetrieb der USL bleiben und ab 2011 in der United Soccer League spielen. Auch die Crystal Palace Baltimore zogen sich zurück.
Nach der Ausspielung der USSF D2 Pro League im Jahr 2010, stellte die NASL erneut den Antrag, als zweite Liga im US-amerikanischen und kanadischen Ligasystem anerkannt zu werden. Diesem Antrag wurde am 21. November 2010 vorläufig stattgegeben. Diese Entscheidung widerrief die USSF im Januar 2011. Grund hierfür war das Wegfallen von zwei Eigentümern der Liga und damit die Gefahr einer Instabilität der Liga. Am 12. Februar wurde die Liga wiederum als vorläufige zweite Liga in den USA und Kanada bestätigt.
Im April 2011 wurde erstmals der Spielbetrieb mit acht Teams aufgenommen. Bis zur Frühjahrs-Saison 2016 wuchs die Zahl der Teams trotz mehrerer Abgänge auf elf, ab der Herbst-Saison wird die Liga um den Puerto Rico FC erweitert werden.
Im Jahr 2017 verlor die NASL ihren Status als zweite Liga, nachdem dieser Status für das Jahr 2017 nur vorläufig verliehen worden war. Bereits zu diesem Zeitpunkt teilte die USSF mit, dass die NASL nicht alle ihre Standards erfüllte. Diese Normen legen u. a. die Anzahl der Teams, die geografische Verteilung der Teams und die Größe der Märkte für die beteiligten Teams sowie die finanziellen Mindestanforderungen der Teaminhaber fest. Eigentlich erfordern diese Normen, dass mindestens 12 Mannschaften am Spielbetrieb teilnehmen, aber die NASL verlor nach ihrer Herbstsaison 2016 vier Vereine und spielte im Jahr 2017 nur noch mit acht Teams.
Am 27. Februar 2018 gab die NASL bekannt, dass der Spielbetrieb in der Saison 2018 ruhen wird, da es nicht gelungen war eine einstweilige Verfügung zu erhalten, die die USSF gehindert hätte, ihr den Division II-Status zu entziehen. Drei der NASL-Mitglieder, der Jacksonville Armada FC, der Miami FC und der New York Cosmos würden während dieser Pause ihre Teams in der vierthöchsten National Premier Soccer League einsetzen.

## Organisation

### Eigentümer
In der NASL sind, anders als in der Major League Soccer, die einzelnen Franchisebesitzer auch gleichzeitig Anteilseigner an der Liga. Somit ist jede Franchise maßgeblich an den Entscheidungen der Liga beteiligt. Sowohl im Sportlichen als auch im Finanziellen. Aktuell besteht die Vorstandsgruppe der NASL aus zwölf Eigentümern. Das Unternehmen Traffic Sports ist Eigentümer an zwei Franchises. Aktuell ist auch dessen Besitzer, Aaron Davidson, Vorsitzender des Gremiums.

### Sponsoren
Die Liga selber unterhält keine Sponsorenvereinbarungen, außer dass der jeweilige Spielball von der Firma Voit hergestellt wird. Des Weiteren besteht eine Zusammenarbeit mit dem Unternehmen Seiko, welche Geräte für die Zeitmessung bei den einzelnen Fußballspielen zur Verfügung stellt.
Einige NASL-Mannschaften haben Trikotsponsorenverträge abgeschlossen. Die bislang größte Summe erhält New York Cosmos von der Fluggesellschaft Emirates. Das Franchise erhält hier eine Million Dollar jährlich. Des Weiteren haben alle Mannschaften Vereinbarungen mit lokalen und regionalen Sponsoren abgeschlossen.

### Stadien
Das größte Stadion der Liga ist das TD Place Stadium in Ottawa. Dieses fasst 24.000 Zuschauer. Mit jeweils 5.000 Zuschauerplätzen sind die Stadien in Atlanta und Edmonton die kleinsten der Liga. Die Stadien in Atlanta, Blaine, San Antonio und Cary sind reine Fußballstadien. In allen anderen wird auch Baseball oder American Football gespielt.

### Medien
Während der Saison 2013 waren alle Spiele via Stream frei über die NASL-Website zu empfangen. Zur Saison 2014 wurde eine Vereinbarung mit dem Unternehmen Perform Group abgeschlossen. Der Zuschauer konnte für 4,99 US-Dollar im Monat alle Spiele via Internet Stream verfolgen. Seit 2014 war der US-amerikanische Sportsender ESPN3 offizieller Ausstrahlungspartner der NASL. Dort wurde auch zum ersten Mal ein Finalspiel der NASL, der SoccerBowl 2013, ausgestrahlt. Des Weiteren gab es jede Woche das Spiel der Woche zu sehen.
Auch die einzelnen Franchises können bestimmen, wo ihre Spiele übertragen werden. So hat jeder eigene Vereinbarungen mit lokalen Fernseh- und Radiostationen geschlossen.

## Wettbewerbsformat
Seit 2013 ist die Saison in zwei eigenständige Wettbewerbe geteilt. Wie in vielen mittelamerikanischen Ligen üblich, gibt es auch hier eine Saison im Frühjahr (Spring Season) und eine im Herbst (Fall Season). Die Gewinner dieser Spielzeiten qualifizieren sich automatisch für das Play-off-Halbfinale. Die anderen beiden Halbfinalteilnehmer sind die Mannschaft, welche auf beide Saisons verteilt gesehen am besten abgeschnitten haben. Sollte nun eine Mannschaft beide Saisons gewinnen, rückt automatisch die drittstärkste Mannschaft nach. Das Finale wird als SoccerBowl bezeichnet und immer im Stadion des Spring Season Gewinners ausgetragen.
Die Spring Season wird in der Regel von April bis zum 4. Juli ausgespielt. Nach einer Pause von einem Monat beginnt die Fall Season, welche Anfang November endet. Aufgrund von internationalen Turnieren, wie Fußball-Weltmeisterschaften oder dem CONCACAF Gold Cup, kann es zu Verschiebungen kommen.
Wie in amerikanischen Ligen üblich, gibt es auch hier keinen Auf- oder Absteiger. Wenn Franchises bestimmte Kriterien erfüllen besteht für diese jedoch die Möglichkeit, in die Major League Soccer zu wechseln. Dies hat den Hintergrund, dass die Ligen zwar unter der Aufsicht der United States Soccer Federation stehen, aber anders als viele europäische Ligen unterschiedlichen Organisationen gehören.
NASL-Mannschaften haben die Möglichkeit, sich für internationale Fußballwettbewerbe zu qualifizieren. Alle US-Mannschaften am nationalen Pokalwettbewerb Lamar Hunt U.S. Open Cup teil. Dessen Sieger qualifiziert sich für die CONCACAF Champions League. Die kanadischen Mannschaften nehmen nicht am US Open Cup teil, sondern spielen in der Canadian Championship. Diese setzt sich aus den fünf professionellen Mannschaften Kanadas zusammen. Auch hier qualifiziert sich der Sieger für die CONCACAF Champions League.

## Mannschaften

### Mannschaften 2017
| Mannschaft          | Gegründet | Eintritt      | Stadion                     | Kapazität | Stadt        | Bundesstaat/Provinz | Trainer       |
| ------------------- | --------- | ------------- | --------------------------- | --------- | ------------ | ------------------- | ------------- |
| Jacksonville Armada | 2013      | 2015          | Hodges Stadium              | 09.400    | Jacksonville | Florida             | Mark Lowry    |
| Miami FC            | 2015      | 2016          | Riccardo Silva Stadium      | 20.000    | Miami        | Florida             | Paul Dalglish |
| New York Cosmos     | 2010      | 2013          | MCU Park                    | 07.000    | Hempstead    | New York            |               |
| Puerto Rico FC      | 2015      | 2016 (Herbst) | Estadio Juan Ramón Loubriel | 22.000    | Bayamón      | Puerto Rico         | Marco Vélez   |

### Ehemalige Mannschaften
| Mannschaft               | Stadt            | Stadion                     | Kapazität | Eintritt | Austritt |
| ------------------------ | ---------------- | --------------------------- | --------- | -------- | -------- |
| Montreal Impact          | Montreal         | Stade Saputo                | 13.034    | 2011     | 2011     |
| Puerto Rico Islanders    | Bayamón          | Estadio Juan Ramón Loubriel | 22.000    | 2011     | 2012     |
| San Antonio Scorpions    | San Antonio      | Toyota Field                | 08.000    | 2012     | 2015     |
| Atlanta Silverbacks      | Atlanta          | Atlanta Silverbacks Park    | 07.500    | 2011     | 2015     |
| Minnesota United         | Blaine           | National Sports Center      | 12.000    | 2011     | 2016     |
| Tampa Bay Rowdies        | Saint Petersburg | Al Lang Stadium             | 07.250    | 2011     | 2016     |
| Ottawa Fury              | Ottawa           | TD Place Stadium            | 28.826    | 2014     | 2016     |
| Fort Lauderdale Strikers | Fort Lauderdale  | Lockhart Stadium            | 20.500    | 2010     | 2016     |
| Rayo OKC                 | Yukon            | Miller Stadium              | 06.000    | 2016     | 2016     |

## Statistik

### Saisonstatistiken
| Saison | Teilnehmer | Spring Season       | Fall Season           | Woosnam Cup           | Soccer Bowl-Sieger    |
| ------ | ---------- | ------------------- | --------------------- | --------------------- | --------------------- |
| 2011   | 08         | −                   | −                     | Carolina RailHawks    | Minnesota Stars       |
| 2012   | 08         | −                   | −                     | San Antonio Scorpions | Tampa Bay Rowdies     |
| 2013   | 08         | Atlanta Silverbacks | New York Cosmos       | Carolina RailHawks    | New York Cosmos       |
| 2014   | 10         | Minnesota United    | San Antonio Scorpions | Minnesota United      | San Antonio Scorpions |
| 2015   | 11         | New York Cosmos     | Ottawa Fury           | New York Cosmos       | New York Cosmos       |
| 2016   | 12         | Indy Eleven         | New York Cosmos       | New York Cosmos       | New York Cosmos       |
| 2017   | 8          | Miami FC            | Miami FC              | Miami FC              | San Francisco Deltas  |

### Rekord-Torschützen
|    | Spieler               | Tore |
| -- | --------------------- | ---- |
| 1  | Pablo Campos          | 53   |
| 2  | Christian Ramirez     | 50   |
| 3  | Brian Shriver         | 37   |
| 4  | Georgi Christow       | 34   |
| 5  | Mike Ambersley        | 25   |
| 6  | Etienne Barbara       | 23   |
| 6  | Ty Shipalane          | 23   |
| 8  | Simone Bracalello     | 22   |
| 9  | Nick Zimmerman        | 20   |
| 10 | Shaun Saiko           | 19   |
| 10 | Pedro Ferreira-Mendes | 18   |

Stand: 13. November 2016